# Deutsche Landwirtschafts-Gesellschaft
Koordinaten: 50° 7′ 44,4″ N, 8° 35′ 49,1″ O

Symbolbild: Auszeichnungsmedaille „Großer Preis 1974 – DLG-prämiert“

Die Deutsche Landwirtschafts-Gesellschaft (DLG) ist eine Organisation der deutschen Agrar- und Ernährungswirtschaft mit Hauptsitz in Frankfurt am Main. Die DLG ist ein gemeinnütziger Verein mit rund 30.000 Mitgliedern und finanziert sich über ihre Einnahmen für Dienstleistungen, Mitgliedsbeiträge und öffentliche Zuschüsse.

## Geschichte
Die DLG wurde am 11. Dezember 1885 vom Agrartechniker Max Eyth gemeinsam mit dem Landwirt und Politiker Adolf Kiepert im Englischen Haus in der Berliner Mohrenstraße gegründet. Erster Vorstandsvorsitzender der Gesellschaft wurde Adolf Kiepert.
Ab 1902 befand sich der Hauptsitz des Vereins in der Nähe des Berliner Regierungsviertels. Mit Günther von Freier-Hoppenrade (1852–1921), bei Ernennung (Wahl) 1907 Ritterschaftsrat und folgend Hauptritterschaftsdirektor des Kur- und Neumärkischen Ritterschaftlichen Kreditinstituts, sowie dem Ehrengenerallandschaftsrepräsentant der Schlesischen Landschaft Viktor von Websky-Karlsdorf-Weinberg (1869–1952), waren zwei Gutsbesitzer und Vorstände in Ritterschaftsbanken die letzten Präsidenten der DLG.
Im Jahre 1934 wurde die DLG aufgelöst und in den Reichsnährstand eingegliedert. Am 18. September 1947 wurde die Deutsche Landwirtschafts-Gesellschaft auf Schloss Hohenheim neu gegründet; ihr Hauptsitz befindet sich seitdem in Frankfurt am Main.
DLG-Präsidenten seit 1947:
- Karl Lorberg, 1947–1968
- Konrad Jacob (Körle), 1969–1983
- Josef Ertl, 1984–1990, danach Ehrenpräsident
- Günter Flessner, 1991–1996
- Philip Freiherr von dem Bussche, 1997–2006
- Carl-Albrecht Bartmer, 2006–2018
- Hubertus Paetow, seit 2018

## DLG-Verlag
Der DLG-Verlag ist eine 100-prozentige Tochter der DLG und ist auf verschiedenen Feldern wie Zeitschriften, Messen, Büchern, Zertifizierungen und auch Online-Projekten tätig. Zu letzteren gehören auch Online-Dienstleistungen, die nicht mehr zum klassischen Verlagsgeschäft gehören, wie der Agrarticker oder auch ein Online-Shop für Wein.
Unter anderem wird durch die DLG die Zeitschrift DLG-Mitteilungen – Zukunft Landwirtschaft im Max-Eyth-Verlag veröffentlicht, welcher zu je gleichen Teilen aus Gesellschaftern des Landwirtschaftsverlags Münster-Hiltrup und des DLG-Verlags Frankfurt besteht. Themen sind im Schwerpunkt erfolgreicher Ackerbau, effektive Betriebsführung von Großbetrieben sowie die internationale Entwicklung der Märkte.
Als Fachzeitschrift für die ökologische Landwirtschaft gibt die DLG gemeinsam mit dem Forschungsinstitut für biologischen Landbau die BioTOPP heraus, welche im Verlag DLG AgroFood Medien GmbH erscheint.

## Qualitätsförderung

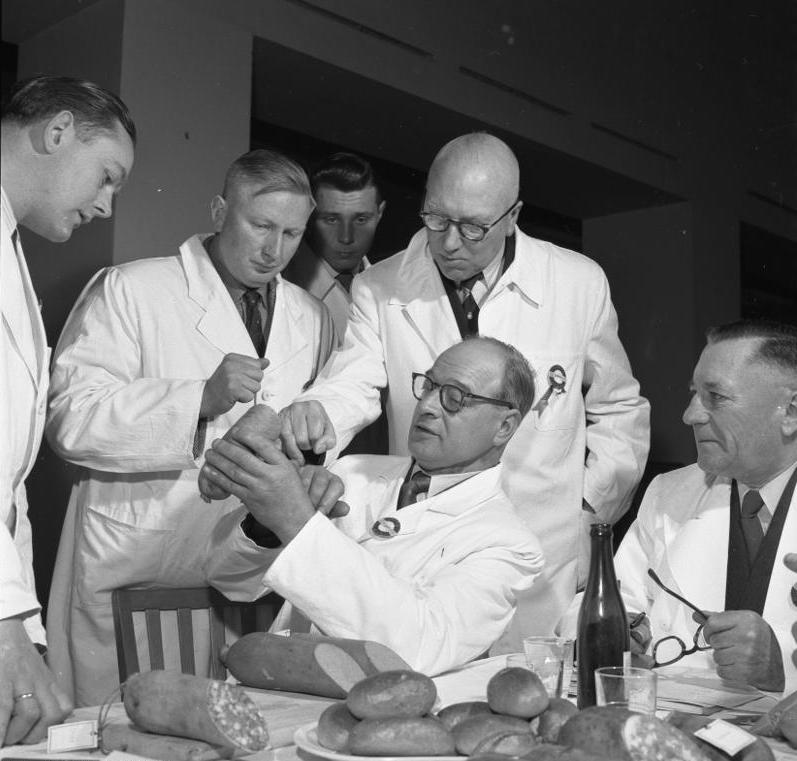
DLG-Leistungsprüfung für Fleisch- und Feinkosterzeugnisse auf der Messe Frankfurt, 1955

Die DLG will agrarwissenschaftliche, ernährungswissenschaftliche und technische Erkenntnisse praxisverfügbar und -tauglich machen sowie Qualitätsförderung für die Branchen Land- und Ernährungswirtschaft betreiben. Diese Arbeiten teilen sich folgende Abteilungen: DLG-Fachzentrum, DLG-Testzentrum Lebensmittel, DLG-Testzentrum Technik und Betriebsmittel in Groß-Umstadt und der Fachbereich Ausstellungen.
Im DLG-Fachzentrum geben über fünfzig Fachausschüsse, Arbeitskreise und Kommissionen mit rund 900 ehrenamtlichen Experten aus Wissenschaft und Praxis der DLG den fachlichen Input.

## DLG-Prämierung
Das DLG-Testzentrum Lebensmittel in Frankfurt am Main prüft jährlich etwa 27.000 Lebensmittel aus dem In- und Ausland. Dazu gehören u. a. Brot und Backwaren, Bier, Wein, Fleischerzeugnisse sowie Milchprodukte. Die Lebensmittel werden hauptsächlich sensorisch nach dem DLG-5-Punkte-Schema geprüft, also nach Aussehen, Geruch, Geschmack und Konsistenz beurteilt. Verpackungs- und Kennzeichnungsprüfungen sowie Zubereitungstests bei Fertiggerichten sind obligatorisch. Je nach Produktgruppe werden Labortests obligatorisch oder stichprobenartig durchgeführt:
Tierartanalyse bei Fleischerzeugnissen (Stichproben); Extrakt-, Alkohol- und Stammwürzegehalt bei Bier (obligatorisch); Säure- und Zuckergehalt bei Fruchtgetränken (obligatorisch).
Im Unterschied zur Stiftung Warentest werden die Produkte nicht auf Schadstoffe untersucht, aber in der Regel jährlich wiederholt geprüft. Die Hersteller erhalten nach der Prüfung einen Befund, der Informationen zur Verbesserung der Produktqualität enthält. Produkte, die „keine Abweichung von den Qualitätserwartungen“ erfüllen, erhalten die Bestnote „Gold“. Fast alle getesteten Lebensmittel (80 % bis 95 %) erreichen eine Gold-, Silber- oder Bronzeprämierung. Die Ergebnisse werden seit November 2012 auf einer eigenen Website veröffentlicht. Produkte, die bei den Tests durchfallen, werden nicht veröffentlicht.
Kritiker konstatieren der Prämierung eine geringe Aussagekraft, da das Siegel auf Freiwilligkeit beruhe, die Inhaltsstoffe und Betriebe selbst nicht bewertet würden und zudem eine Prämierung lediglich bedeute, dass ein Produkt keine Mängel aufweise. Entsprechend wird die Vertrauenswürdigkeit des Siegels u. a. von Verbraucherpolitikern bezweifelt. Ein Produkt erhält eine Goldmedaille, wenn es alle Testkriterien erfüllt. Erzeugnisse, die mehrere geringe Abweichungen in verschiedenen Prüfkriterien oder eine stärkere Abweichung in einem Prüfkriterium aufweisen, erhalten eine Silber- oder Bronzemedaille.

## Land- und Kommunaltechnik
Anliegen der DLG war und ist es, den Landwirten vor Ort technologischen Fortschritt verfügbar zu machen.
Im DLG-Testzentrum „Technik und Betriebsmittel“ in Groß-Umstadt werden Land- und Kommunaltechnik sowie landwirtschaftliche Betriebsmittel intensiven Praxistests unterworfen und nach Praxistauglichkeit bewertet. Die Testberichte stehen im Internet zum Download zur Verfügung. Zur Prüfung von Traktoren und Lkw betreibt die DLG dort auch den größten und leistungsfähigsten frei zugänglichen Rollenprüfstand der Welt.

## DLG-Ausstellungen
Neben den traditionellen DLG-Ausstellungen veranstaltet die DLG unter anderem folgende Fachausstellungen:
- Agritechnica (Internationale Landtechnik-Ausstellung), alle zwei Jahre in Hannover
- AgroFarm (seit 2007 Fachausstellung für Tierhaltung und Tierzucht, in Kooperation mit dem russischen Agrarindustriellen Komplex VVC), jährlich in Moskau, Russland
- Anuga FoodTec (Internationale Fachmesse für Lebensmittel- und Getränketechnologie), alle drei Jahre in Köln in Kooperation mit Koelnmesse
- EnergyDecentral (Internationale Fachausstellung für Bioenergie und dezentrale Energieversorgung),
- DLG-Feldtage (Freilandausstellung für Pflanzenbau und Pflanzenzucht), alle zwei Jahre an wechselnden Standorten in Deutschland
- EuroTier (Internationale Ausstellung für Tierhaltung und Management), alle zwei Jahre in Hannover zusammen mit der
- Opolagra (Landwirtschaftsausstellung), jährlich bei Opole, Polen
- PotatoEurope (Internationale Spezial-Freilandausstellung für die Kartoffelbranche), jährlich an wechselnden Standorten in Frankreich, Belgien, Deutschland und den Niederlanden.

## DLG-Akademie
Seit 2006 bietet die DLG im Rahmen einer eigenen Abteilung „DLG-Akademie“ Fort- und Weiterbildung für die Agrar- und Lebensmittelbranche an. Über 200 Seminare und andere Fortbildungsveranstaltungen wie Fahrtraining, Traineeprogramm usw. finden pro Jahr statt. Für die Ausbildung sensorischer Sachverständiger kann das „DLG-Sensorik-Zertifikat“ erworben werden.

## Weingüter und Winzergenossenschaften
Die DLG prüfte im Testzentrum Lebensmittel von 1999 bis 2011 auch Weingüter und Winzergenossenschaften und zeichnete die jährlichen Gewinner der Wettbewerbe mit den Zertifikaten „DLG-empfohlenes Weingut“ beziehungsweise „DLG-empfohlene Winzergenossenschaft“ aus. Das Zertifikat erhielten die Betriebe, die in ihren Produktionsmethoden, Einrichtungen und der Präsentation ihrer Produkte „überdurchschnittliche Qualität, Umwelt- und Kundenorientierung“ aufwiesen. Nach Aussage der DLG handelte es sich dabei um „eine umfassende, gesamtbetriebliche Auszeichnung qualitätsbewusster Weingüter und Winzergenossenschaften, und zwar vom Anfang der Produktion, über alle Phasen, die den Produktionsprozess begleiten, bis hin zum fertigen Produkt und seiner Vermarktung.“ Die Gültigkeit der Auszeichnung war zunächst auf drei Jahre befristet. Danach wurde in jährlichen Kontrollen überprüft, ob die Kriterien noch erfüllt werden.
Die letzten Zertifikate liefen Anfang 2012 aus.

## Kritik
Viele Verbraucherschutzorganisationen üben Kritik an dem Siegel. Sie bemängeln vor allem, dass die Beurteilungen der DLG hauptsächlich nach sensorischen Kriterien wie Geschmack, Geruch, Aussehen und Konsistenz getroffen werden. Viel wichtiger wären Prüfungen auf Inhaltsstoffe und Schadstoffe oder auch eine Bewertung der Herstellungsprozesse.

## Kontroversen
Im Februar 2022 stand der Schweinemastbetrieb eines Vizepräsidenten der DLG in der medialen Kritik, im Juni 2021 kranke und verwundete Tiere nicht tiergerecht behandelt zu haben und damit einen mutmaßlichen Verstoß gegen das Tierschutzrecht begangen zu haben.
Die Tierrechtsorganisation Animal Rights Watch habe die Videos im Herbst 2021 schon der Redaktion von Report Mainz zur Veröffentlichung angeboten, die jedoch von einer Berichterstattung abgesehen hätten. Die Bilder hätten nicht eindeutig dem beschuldigten Betrieb zugeordnet werden können, so die Stellungnahme des Beschuldigten. Es sei im Juni 2021 tatsächlich durch Blitzschlag zu einem Stromausfall gekommen, was zu einem „Schwanzbeißergeschehen“ geführt hätte. Mit Hilfe des Bestandtierarztes sei es dem Betrieb in den folgenden Wochen jedoch gelungen, „das Schwanzbeißen durch eine Vielzahl von eingeleiteten Maßnahmen zu stoppen.“ Die Aktion der Tierrechtsorganisation wird in der Lokalpresse kritisch bewertet: „Das Veterinäramt hätte die Vorfälle vom Sommer beurteilen können, wenn es sofort informiert worden wäre. Das haben die Tierrechtler aber nicht getan. Ansonsten sind dem Veterinäramt da keine besonderen Auffälligkeiten bekannt.“

## Auszeichnungen und Preise
Die DLG vergibt folgende Auszeichnungen und Preise:
- Carl-Theodor-Schneider-Preis seit 1966
- DLG-Denkmünze
- Josef-Ertl-Medaille seit 2001
- Max-Eyth-Denkmünze
- Max-Eyth-Medaille
- Martin-Lerche-Medaille
- Schulz-Lupitz-Medaille
- Wilhelm-Rimpau-Preis[29]